# Templhof
Templhof war bis 2010 ein Gemeindeteil von Wessobrunn im oberbayerischen Landkreis Weilheim-Schongau.

## Geografie
Das Dorf liegt circa drei Kilometer südlich von Wessobrunn in einer Jungmoränenlandschaft, ist jedoch durch den Schlittgraben von dem Hauptort getrennt. Es wird dem Gemeindeteil Forst zugerechnet. Unmittelbar westlich befindet sich Sankt Leonhard im Forst.

## Geschichte
Templhof gehörte zur Riederschaft Forst der Klosterhofmark Wessobrunn. Im Jahr 1761 werden zwei Anwesen genannt, ein Viertelhof und ein Achtelhof, beide waren dem Kloster Wessobrunn grundbar. Die Hohe Gerichtsbarkeit lag beim Landgericht Landsberg.
Nach der Säkularisation wurde Templhof im Zuge der Gemeindeedikte von 1818 Bestandteil der neugebildeten Gemeinde Forst im Landgericht Weilheim in Oberbayern. Diese wurde im Zuge der Gebietsreform in Bayern am 1. Mai 1978 nach Wessobrunn eingemeindet.
Zwischen 1961 und 1987 stieg die Bevölkerung von 22 auf 83 Personen an.